# Петроглифы Махошкушха
Петроглифы Махошкушха — знаки (гравированные рисунки) на галечных камнях, обнаруженные в Республике Адыгея. Эти нерасшифрованные петроглифы относятся к типу «Азильские гальки» (Азильская культура). Датировка — предположительно IX—VIII тыс. до н.э. Исследованы в 1983-1984 годах П. У. Аутлевым. На данный момент известно о существовании 90 галек. На одном из пиктографических рисунков Махошкушха вполне убедительно зафиксирован один из сюжетов адыгского нартского эпоса, что делает этот памятник ещё более значимым и ценным с точки зрения начала черкесского летоисчисления и уточнения времени создания древнейших циклов нартского эпоса.
На гальках Махошкушха изображены два типа «человечков» и «охотников» с луками и стрелами, образующих круг, в центр которого помещен бык. Туловища у одних удлиненные, у других — короткие. На другой гальке Махошкушха изображена семилучевая «звездочка Тлепша» — бога железа и кузнечного ремесла, выковавшего стрелу, поражавшую тех, чье имя было произнесено перед пуском стрелы. В нартской легенде сообщается, что стрела предназначалась для поражения трех человек: Саусырыкъу, ПшъэтыкъкӏэкI (короткошеий), БлыпкъкӏэкI (короткотуловищный). После запуска волшебной стрелы её полет не прекращался до тех пор, пока не будут поражены те, чьи имена произнес стрелок перед запуском. ПшъэтыкъкӏэкI и БлыпкъкӏэкI были убиты, а Саусырыкъо превратился в глину и прилепился к подножию горы; ему удалось перехитрить стрелу Тлепша и уцелеть. Этот сюжет изображен на гальке Махошкушха.

## История обнаружения
В 1983 г. в гравийном карьере горы Махошкушха (к востоку от Майкопа, на северной окраине хутора Пролетарского 1-го) учащимися местных школ № 2 и № 6 были найдены несколько галек с изображениями. Школьники доставили их в Адыгейский областной краеведческий музей. Место обнаружения было исследовано экспедицией АНИИ под руководством П. У. Аутлева в 1983-84 гг. В результате кропотливой двухлетней работы было найдено 90 петроглифов-галек с выгравированными на них изображениями.

## Изучение
Характер изображений:
- 4 жилища конической формы, 7 луков, 30 стрел, 28 дротиков, два копья, 1 лассо.
- на 9 петроглифах — изображения 9 охотничьих сцен.
- слон, олень, дикая лошадь и бык, а также мамонт, которого нет на азильских гальках (Азильской культуры);
- стилизованные фигурки людей («человечки»), геометрические и абстрактные символы.

Группы знаков на гальках расположены горизонтально, в виде строк. Последние отделены друг от друга горизонтальными линиями (представлены образцы с одной и четырьмя разделительными линиями). Это — наиболее ранние образцы деления поверхности письма.
Центральным сюжетом становились изображения человека, исполненные в стиле геометрического схематизма, затем следовали изображения животных: мамонта, слона, быка, лошади, оленя, козла, волка и зайца. Млекопитающие животные исполнены в более или менее реалистическом стиле.
При рассмотрении всех знаков возникает ощущение «разгула» фантазии, но не случайности (стихийности).
М. И. Зильберман сообщает:
- при сравнении глифов азильских знаков (из которых не повторяются — 39-40) с махошкушхскими совпало 6 глифов.
- некоторые махошкушхские знаки известны со времён граветтской культуры (28-20 тыс. лет до н. э.), а знак в форме треуголника — ещё ранее: «начиная с мустьерского периода среднего палеолита (от 100 до 40 тыс. лет назад) над захоронениями стали устанавливать камни треугольной формы» (о которых писала М. Гимбутас), а один геометрический знак аналогичен знаку на овальном амулете эпохи XV—XII тыс. лет до н. э. («мадлен»), найденном в Ля Рош, Франция.

Археолог П. У. Аутлев в своё время выдвинул гипотезу, что это — «письменность…, которая носила не „светский“, а сакральный характер». По мнению М. И. Зильбермана, «азильские» знаки созданы «южанами», а «махошкушхские» — «северянами» (изображение мамонта на махошкушхских). По мнению археолога Н. Г. Ловпаче, Махшкушховские петроглифы на гальках, возможно имеют связь с арамейским письмом.

## Дополнительная информация
Сопутствующие артефакты
Кроме петроглифов, в карьере найдено 8 гарпунов и одна подвеска.
Топонимика
Адыгское название горы «Махошкушха» — двусоставное: от «Махош» — указание на племя (субэтнос) Мохошевцев, Куашхо — гора. Общий смысловой перевод — «гора племени Махошевцев».